# Apollo-Soyouz
Pour les articles homonymes, voir Apollo et Soyouz.
Apollo-Soyouz (souvent abrégé en ASTP pour Apollo-Soyouz Test Project) est la première mission spatiale conjointe entre l'Union soviétique et les États-Unis, réalisée en 1975 après qu'ils se sont affrontés pendant des années dans une course à l'espace, dont la Lune constituait un symbole.
Aucune expérience comparable ne sera toutefois reconduite avant la dislocation de l'URSS, dans les années 1990, qui marquera la véritable clôture de la guerre froide. La coopération reprendra alors avec le programme Shuttle-Mir.

## Contexte
En mai 1961, trois semaines après que les Soviétiques ont envoyé le premier homme autour de la Terre, le Président Kennedy a fait le pari que les Américains enverraient des hommes sur la Lune avant la fin de la décennie. Ainsi s'est engagée entre les deux superpuissances une véritable course à l'espace, le but étant non pas tant de faire avancer la recherche scientifique que d'acquérir le maximum de prestige aux yeux du monde.
En septembre 1963 — soit deux mois avant d'être assassiné —, Kennedy a toutefois lancé une proposition à Khrouchtchev devant l'Assemblée générale de l'ONU : que leurs deux pays s'associent pour aller sur la Lune au lieu de rivaliser, au prix de milliards de roubles et de dollars. Mais l'invitation avait été alors déclinée.
Les choses changent en juillet 1969. Au début du mois, tout d'abord, le voyage de Frank Borman à Moscou symbolise une forme de dégel. Et le 21, surtout, les premiers pas sur la Lune par Neil Armstrong modifient sensiblement la donne, même si, en secret, les Soviétiques continueront d'ambitionner d'aller vers et sur la Lune pendant cinq ans, en vain.
En octobre 1970, les cosmonautes Nikolaïev et Sevastianov effectuent un long séjour aux États-Unis, régulièrement guidés par Buzz Aldrin et visitant un certain nombre d'installations spatiales (Houston, Huntsville...). Puis en juin 1971, Thomas Stafford est présent aux obsèques des trois cosmonautes de Soyouz 11, décédés au retour de leur mission.

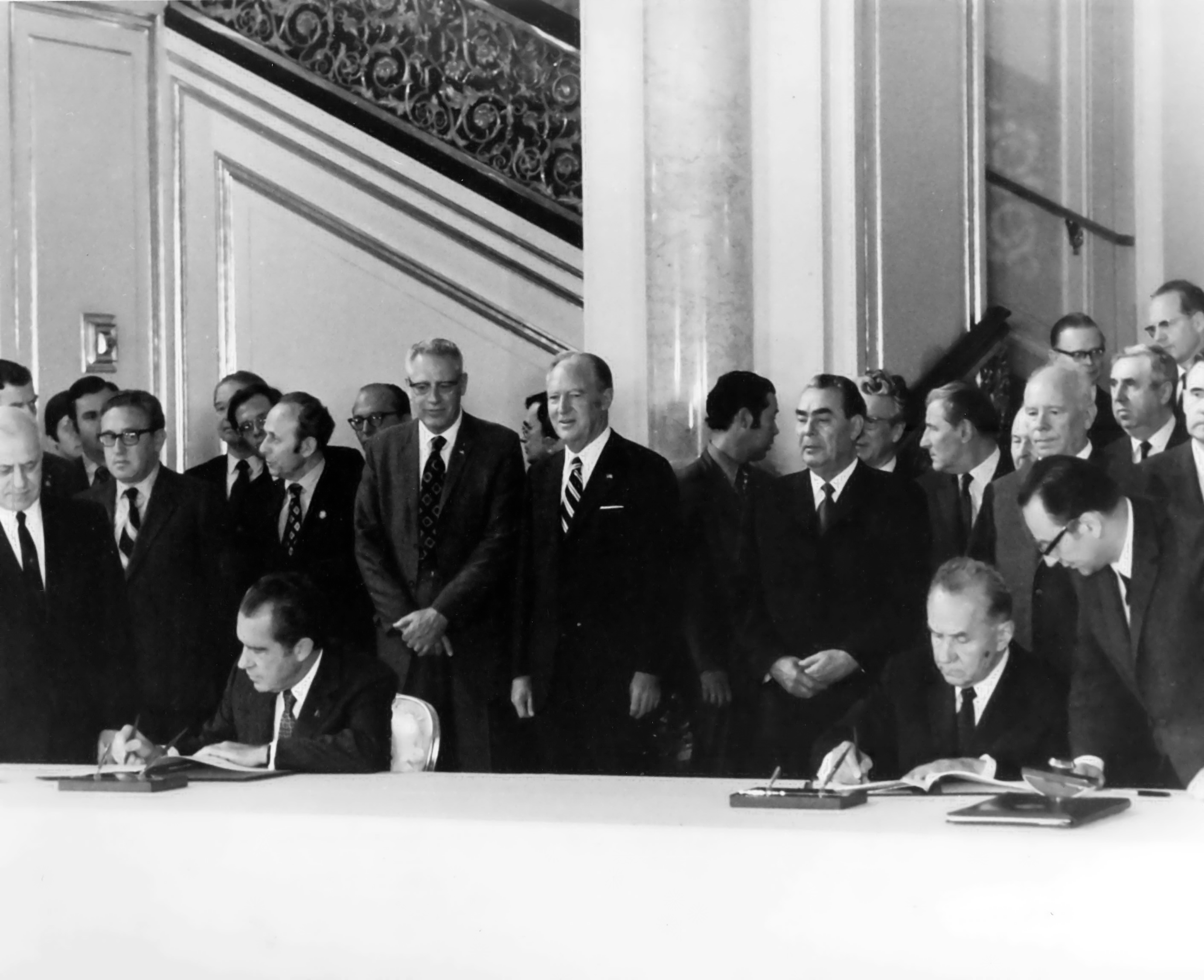
Le 24 mai 1972, le Président américain Richard Nixon et le Premier ministre soviétique Alexis Kossyguine signent un accord de coopération scientifique et technique pour le projet Apollo-Soyouz.

Par delà ces échanges d'amabilités, le début des années 1970 marque une détente dans les relations Est-Ouest qui va se traduire par une coopération dans le domaine économique, dont la collaboration dans le domaine spatial va précisément servir de symbole. D'autant que le récent rapprochement entre les États-Unis et la Chine inquiète l'URSS, cette dernière voyant ses propres relations avec la Chine se détériorer sensiblement.
Alors que les deux pays développent leurs programmes de stations spatiales (Saliout et Skylab), leurs responsables politiques estiment qu'une rencontre en orbite terrestre pourrait préfigurer une collaboration à long terme, ce qui allègerait leurs budgets « espace ».
Le 24 mai 1972 est signée la ratification du projet de procéder à un rendez-vous orbital entre un vaisseau Apollo (dont ce sera le tout dernier vol) et un Soyouz (dont en revanche des dizaines d'exemplaires continuent d'être envoyés dans l'espace).
Ce projet coûtera 250 millions de dollars, mais il ne sera suivi d'effets qu'à partir des années 1990, par le programme Shuttle-Mir, quand l'URSS aura été disloquée. Entre-temps, le président Reagan aura fortement influé sur le projet "Guerre des étoiles".

## Équipages

### Union soviétique

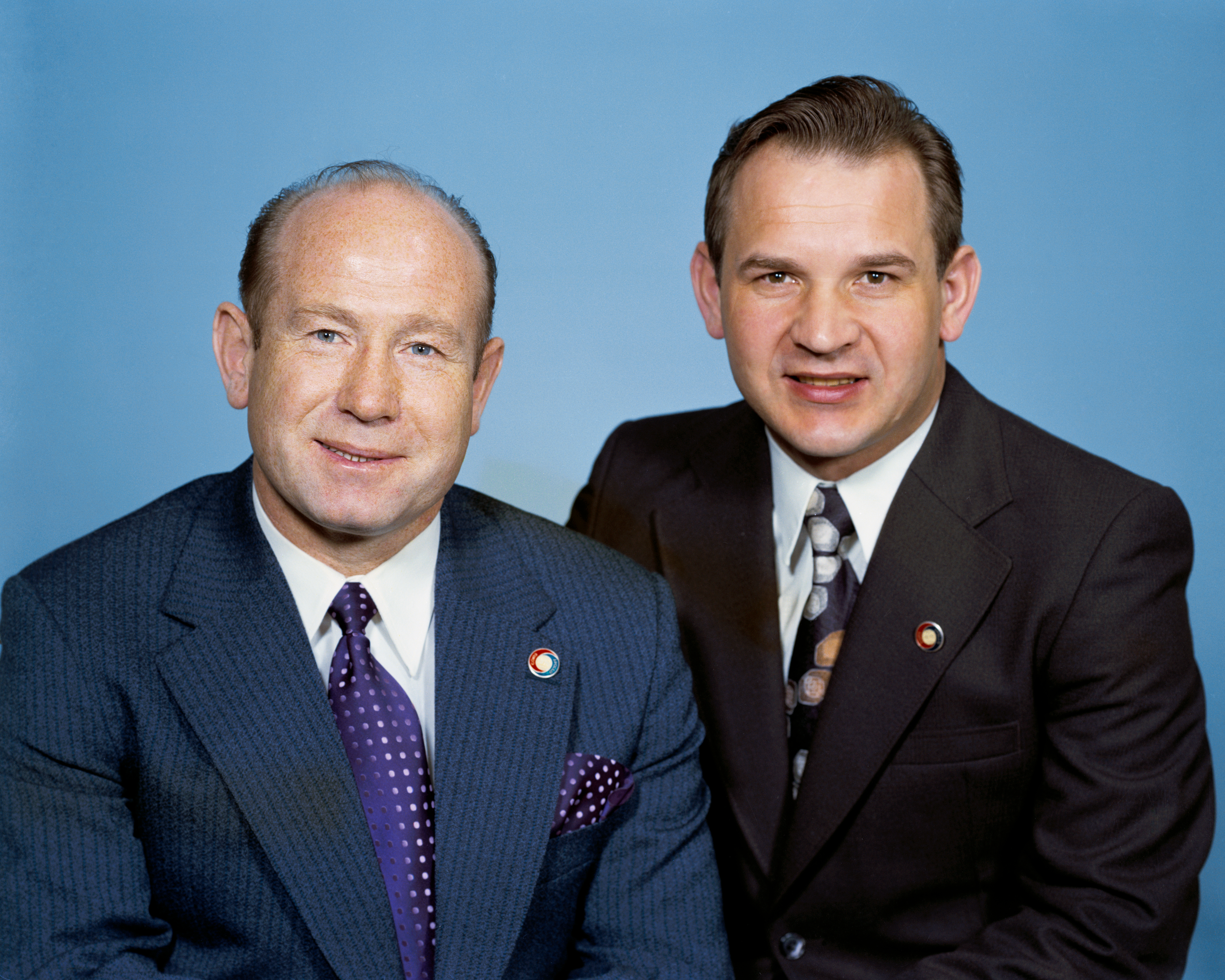
Leonov et Koubassov.

L'équipage de Soyouz 19 comprend deux cosmonautes :
- Alexeï Leonov, 41 ans est le commandant de la mission. Faisant partie de la toute première sélection de cosmonautes, en 1960, il a joué un rôle décisif dans l'histoire de l'astronautique puisqu'il est devenu le premier homme à réaliser une sortie extravéhiculaire dans l'espace, dans le cadre de la mission Voskhod 2, en mars 1965[2]. En 1971, il devait commander la toute première station orbitale du monde, Saliout 1, mais, quatre jours avant le décollage de Soyouz 11, son équipage avait dû céder sa place à l'équipage doublure ;
- Valeri Koubassov, 40 ans, est un ingénieur civil, sélectionné en 1966. En octobre 1969, il a participé au vol Soyouz 6, à l'occasion duquel il a effectué pour la première fois dans l'espace des opérations de soudure de métaux. Comme Leonov, il devait participer à la mission Soyouz 11 mais, à la suite d'une radio de ses poumons jugée suspecte par les médecins, l'ensemble de son équipage avait été retiré du vol. Cet incident a eu pour conséquence que Leonov, lui-même et le troisième cosmonaute ont échappé à la mort, le vol Soyouz 11 s'étant en effet soldé par une dépressurisation brutale de la cabine lors de la rentrée de la cabine dans l'atmosphère, tuant en quelques secondes ses occupants.

L'équipage doublure de Soyouz 19 est composé de Anatoli Filiptchenko et Nikolaï Roukavichnikov, qui s'étaient entraînés en décembre 1974 sur le vaisseau Soyouz 16.

### États-Unis

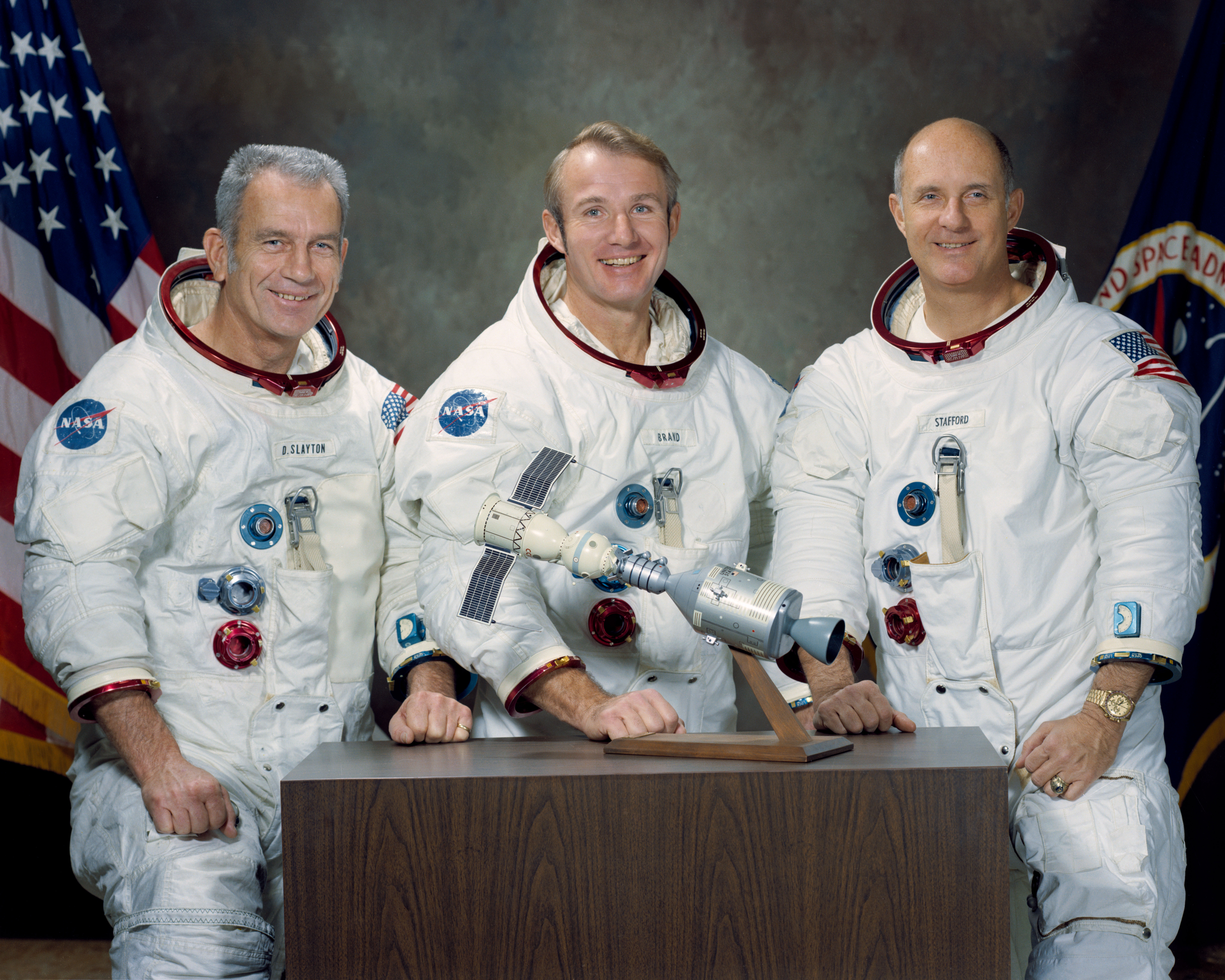
Slayton, Brand, Stafford.

La cabine Apollo étant plus spacieuse que celle du Soyouz, son équipage est composé de trois astronautes :
- Thomas Stafford, 44 ans, commande la mission. Sélectionné en 1962, il a déjà trois vols à son actif : Gemini 6 en décembre 1965, au cours duquel a été réalisé le tout premier rendez-vous spatial de l'histoire, Gemini 9 en juin 1966 et surtout Apollo 10 en mai 1969, qui a constitué la répétition générale du tout premier débarquement sur la Lune. À cette occasion, il a frôlé la Lune de 15 km à bord du module lunaire.
- Vance Brand, 44 ans, est le pilote du module de commande. Bien qu'astronaute depuis neuf ans, il effectue ici son premier vol. Il a toutefois été doublure sur trois missions : d'abord comme pilote d'Apollo 15, en 1971, puis sur Skylab 3 et 4, en 1973, cette fois en qualité de commandant de bord.
- Donald Slayton, 51 ans (un record d'âge à l'époque), est responsable du module d'amarrage. Il effectue lui aussi son premier vol, bien qu'ayant été sélectionné en 1959. Une légère tachycardie, repérée dès 1962, l'a en effet écarté de tous les vols mais il a joué un rôle essentiel dans le programme spatial américain en tant que chef du bureau des astronautes, responsable notamment de leur recrutement et de la constitution des équipages.

L'équipage doublure est composé de Alan Bean, Jack Lousma et Ronald Evans, tous trois des vétérans.

## Le module d'amarrage

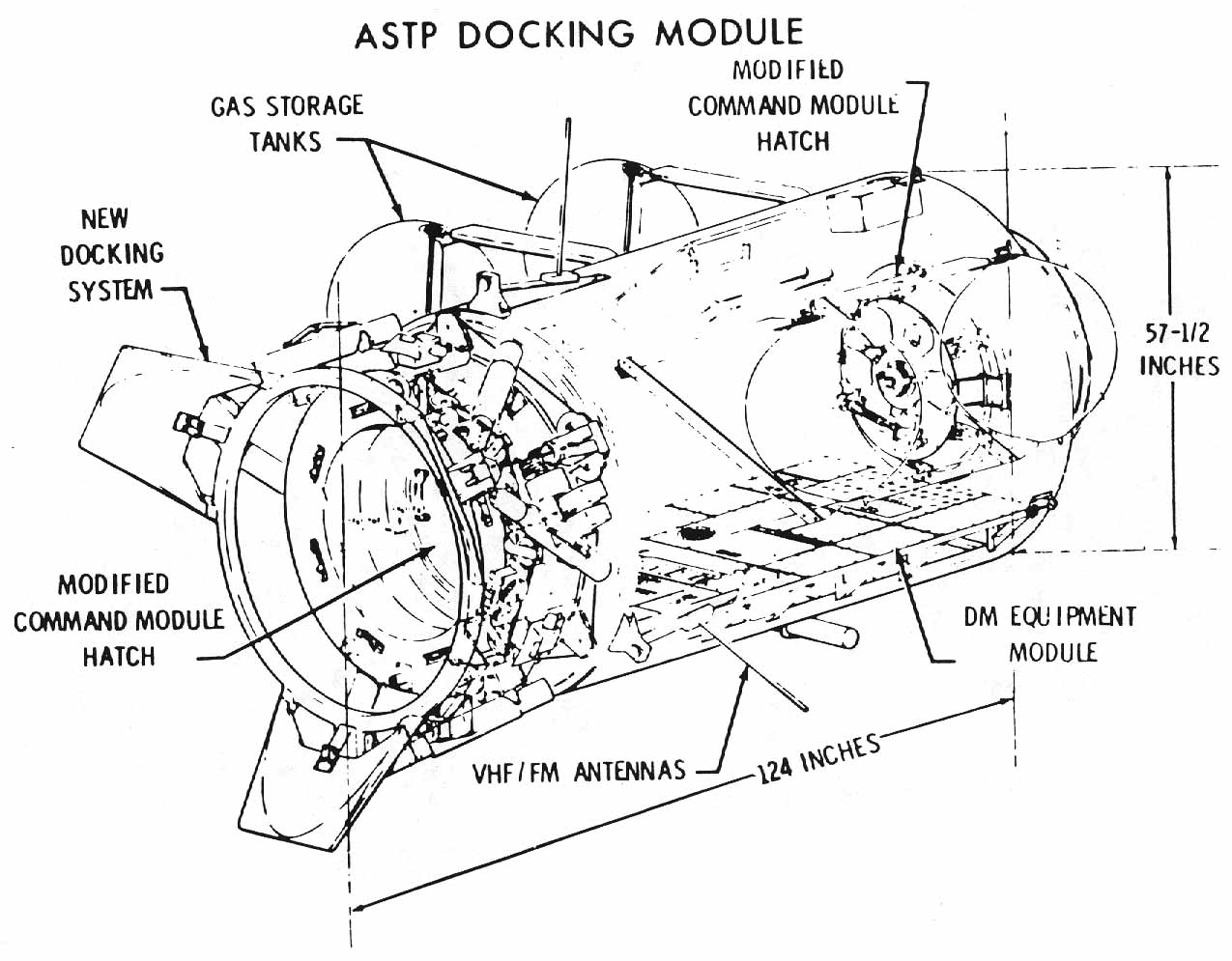
Diagramme du module d'amarrage.

Un module est développé spécifiquement pour la mission afin de permettre d'amarrer les deux vaisseaux entre eux (les systèmes d'amarrage des deux vaisseaux ne permettent pas un accouplement) et de jouer le rôle de sas car les atmosphères des deux vaisseaux sont également incompatibles : dans le vaisseau Soyouz est un mélange d'oxygène/azote à la pression d'un bar similaire à l'atmosphère au sol tandis que dans le vaisseau Apollo, les astronautes respirent de l'oxygène pur à une pression égale à un tiers de celle de la surface.
De forme cylindrique, le module a une longueur de 3,15 mètres pour un diamètre de 1,4 mètre et une masse de 2,012 tonnes. Les parois sont réalisées en tôle d'aluminium de 1,58 centimètre d'épaisseur. Le module comprend différents équipements dont un émetteur/récepteur VHF, un système de support de vie, etc.
À l'extérieur, le module comprend quatre réservoirs sphériques identiques, contenant en tout 18,9 kg d'azote et 21,7 kg d'oxygène.
À l'extrémité, côté Soyouz, est installé un système d'amarrage androgyne. Bien sûr, le Soyouz est équipé du même système. La création de ce système est influencée par les tractations diplomatiques concernant la réalisation de cette mission. Ainsi on renonce, pour le module d'amarrage entre les deux vaisseaux, à utiliser les termes conventionnels de « mâle » et « femelle » pour désigner les colliers d'amarrage, afin de ménager certaines susceptibilités. Les deux vaisseaux sont donc pourvus de pièces « hermaphrodites », le système APAS.

## Déroulement de la mission
Le 15 juillet 1975 à 12h20, le lanceur Soyouz qui emporte le vaisseau Soyouz 19 décolle de Baïkonour. Le même jour à 19h50, à Cap Kennedy, le lanceur Saturn IB, dont c'est le dernier tir, décolle, emportant le vaisseau Apollo. Ces deux lancements sont retransmis dans le monde entier.
Le 17 juillet à 15h50, les deux vaisseaux s'amarrent l'un à l'autre et, à 19h20, l'écoutille séparant les deux vaisseaux est ouverte, permettant la poignée de mains entre Stafford et Leonov à la verticale de Metz.
Cette mission est la première embarquant un calculateur programmable portable (la calculatrice HP-65) ; ce calculateur est programmé par les scientifiques de la NASA pour effectuer plusieurs calculs « de secours » en remplacement de l'ordinateur de bord de la mission, au cas où ce dernier rencontre des dysfonctionnements ou cesse de fonctionner. Bien qu'aucun incident n'a eu lieu, le calculateur est néanmoins utilisé pour effectuer deux corrections de trajectoires avant l'amarrage des vaisseaux.
Dix jours avant le début de la mission, Alexeï Leonov promet à Deke Slayton de trinquer avec lui lors du vol. Durant la rencontre, il sort de fait des tubes portant des étiquettes marquées « Vodka ». Les Américains déclinent d'abord l'offre, à cause du règlement de la NASA interdisant l'alcool, mais ils finirent par boire après s'être rendu compte qu'il ne s'agissait en fait que de soupe.
Chronologie

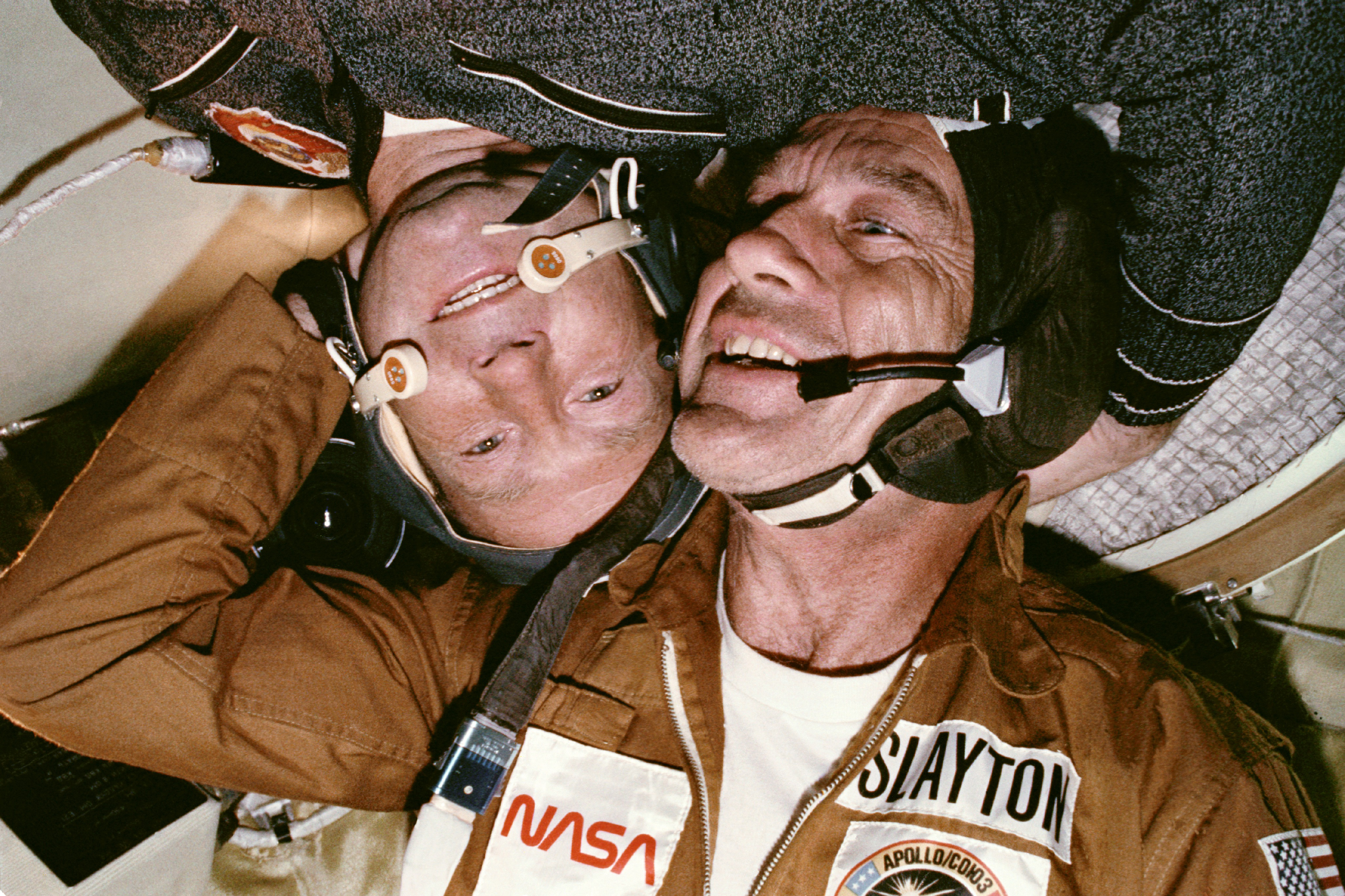
Leonov et Slayton.

- 15 juillet 1975 à 12 h 20 min 03 s : décollage du lanceur Soyouz-U depuis Baïkonour.
- 15 juillet à 19 h 50 min 00 s : décollage du lanceur Saturn IB depuis Cap Canaveral.
- 17 juillet à 16 h 09 min 00 s : premier amarrage entre les deux vaisseaux, jusqu'au 19 juillet à 12 h 03 min (durée : 1 jour 19 h 54 min).
- 19 juillet à 12 h 34 min 00 s : second amarrage entre les deux vaisseaux, d'une durée de 2 h 52 min, sans transfert d'équipage.
- 21 juillet à 10 h 50 min 54 s : atterrissage de la capsule soviétique Soyouz 19 (7K-TM) dans les plaines du Kazakhstan. Durée de la mission : 5 jours 22 h 31 min.
- 25 juillet à 03 h 18 min 24 s : amerrissage de la capsule américaine Apollo dans l'océan Pacifique. Durée de la mission : 9 jours 7 h 28 min[7].

## Galerie

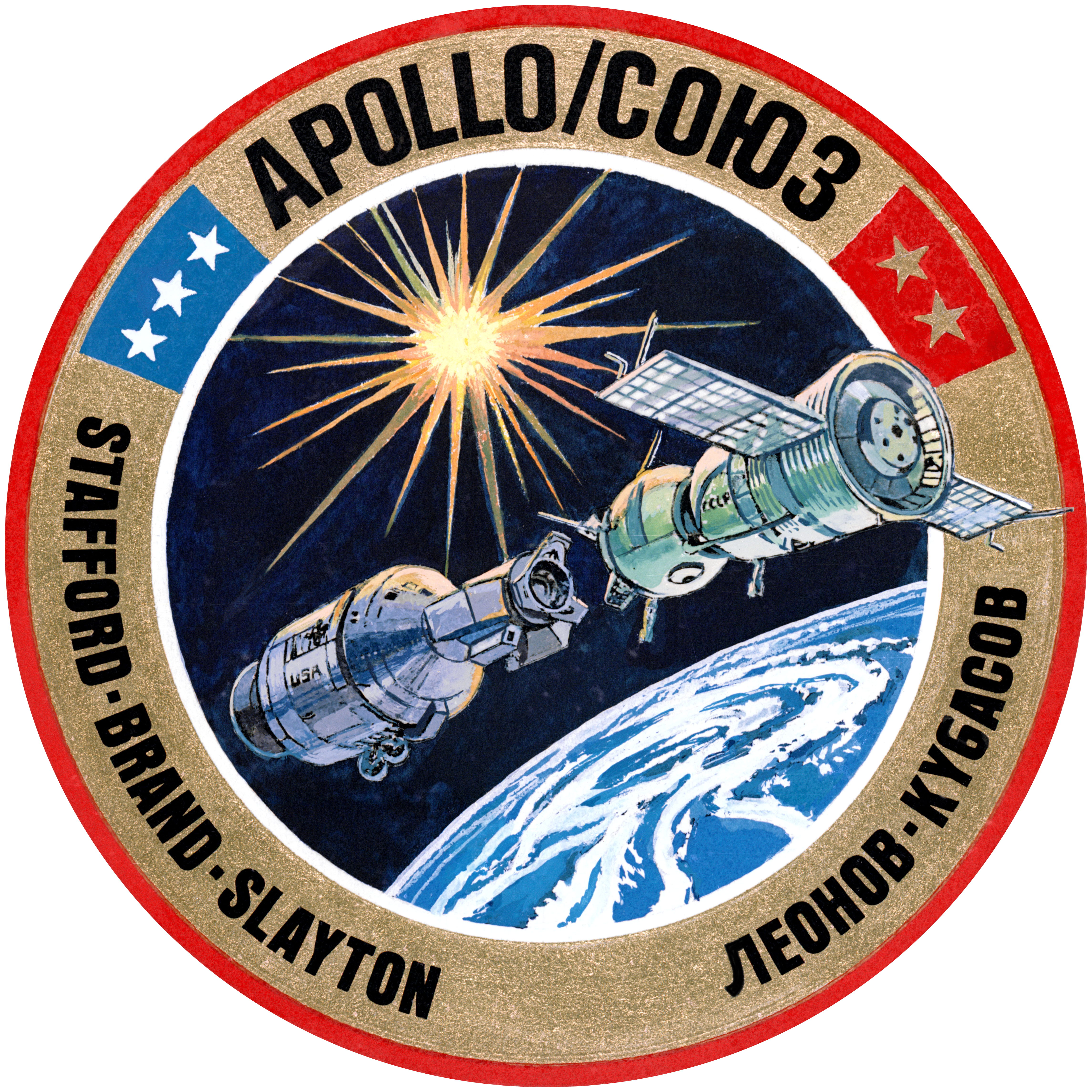
L'insigne américain.
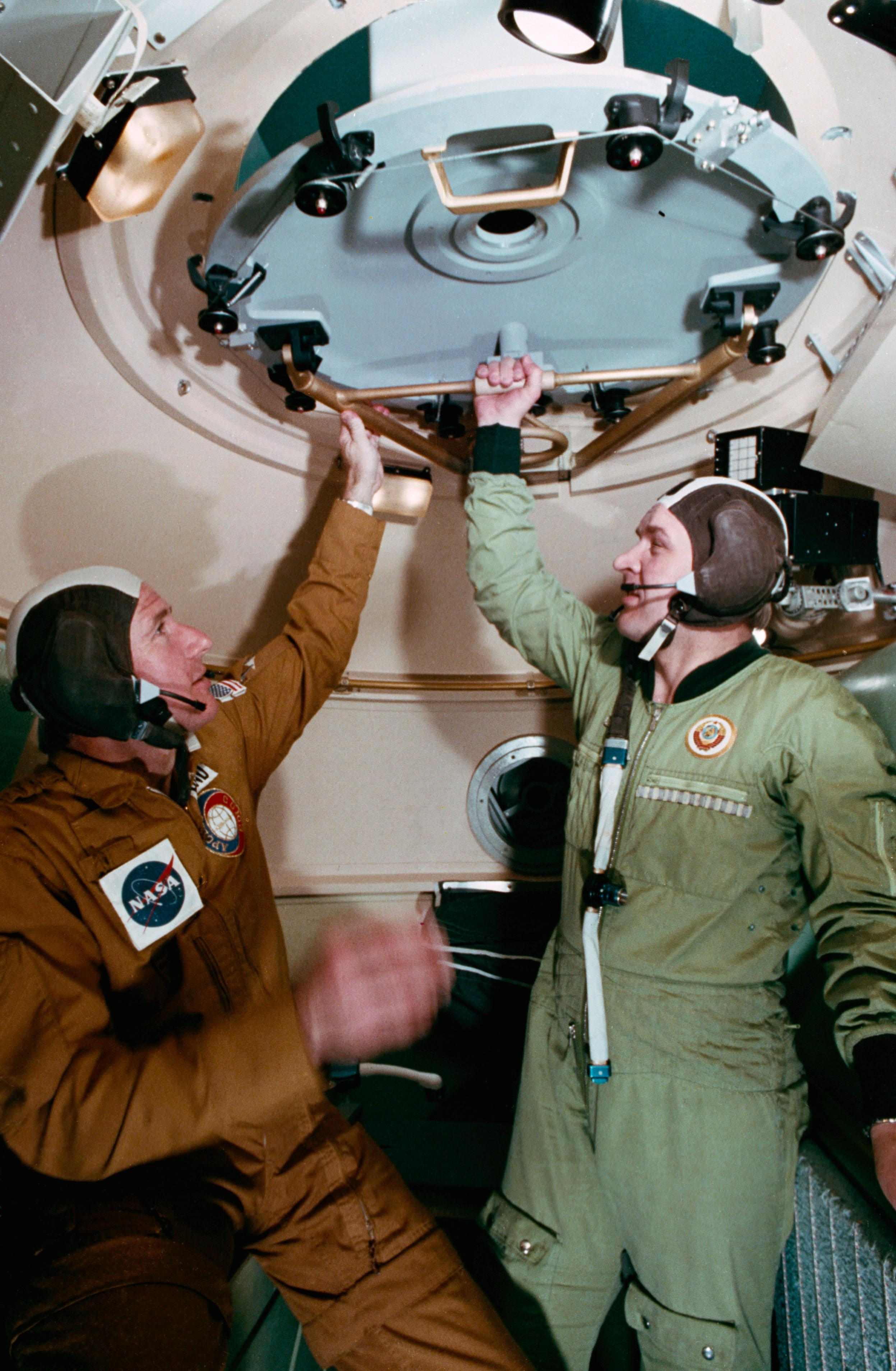
Brand et Koubassov à l'entraînement.

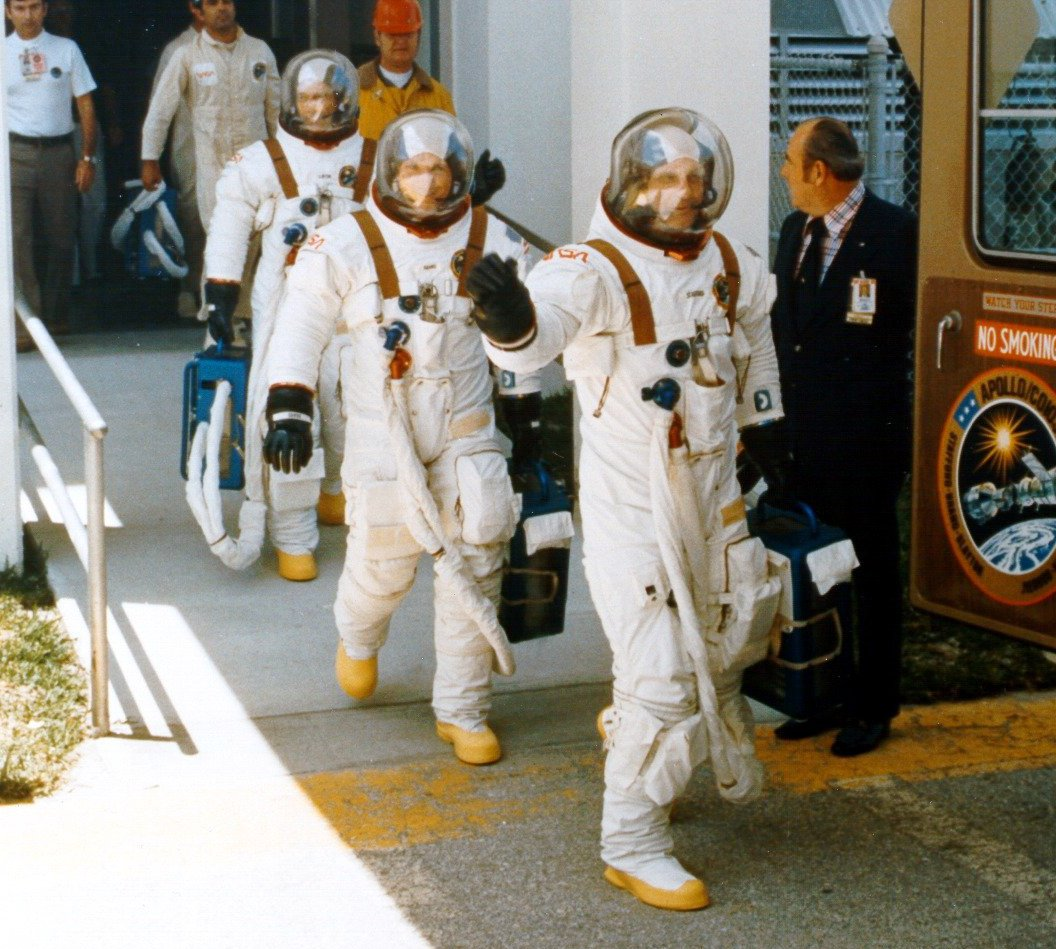
L'équipage américain avant le décollage.
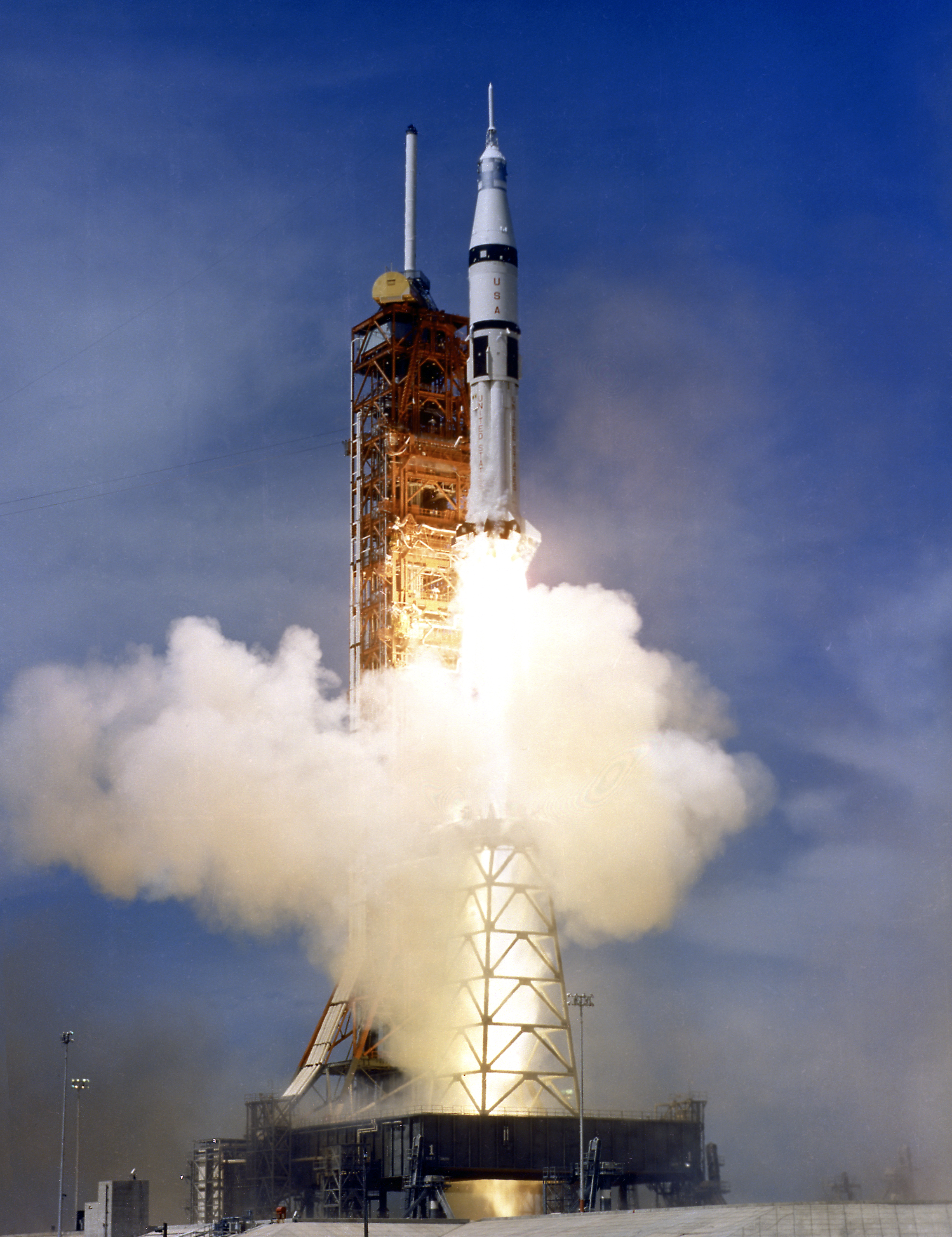
Décollage d'Apollo.
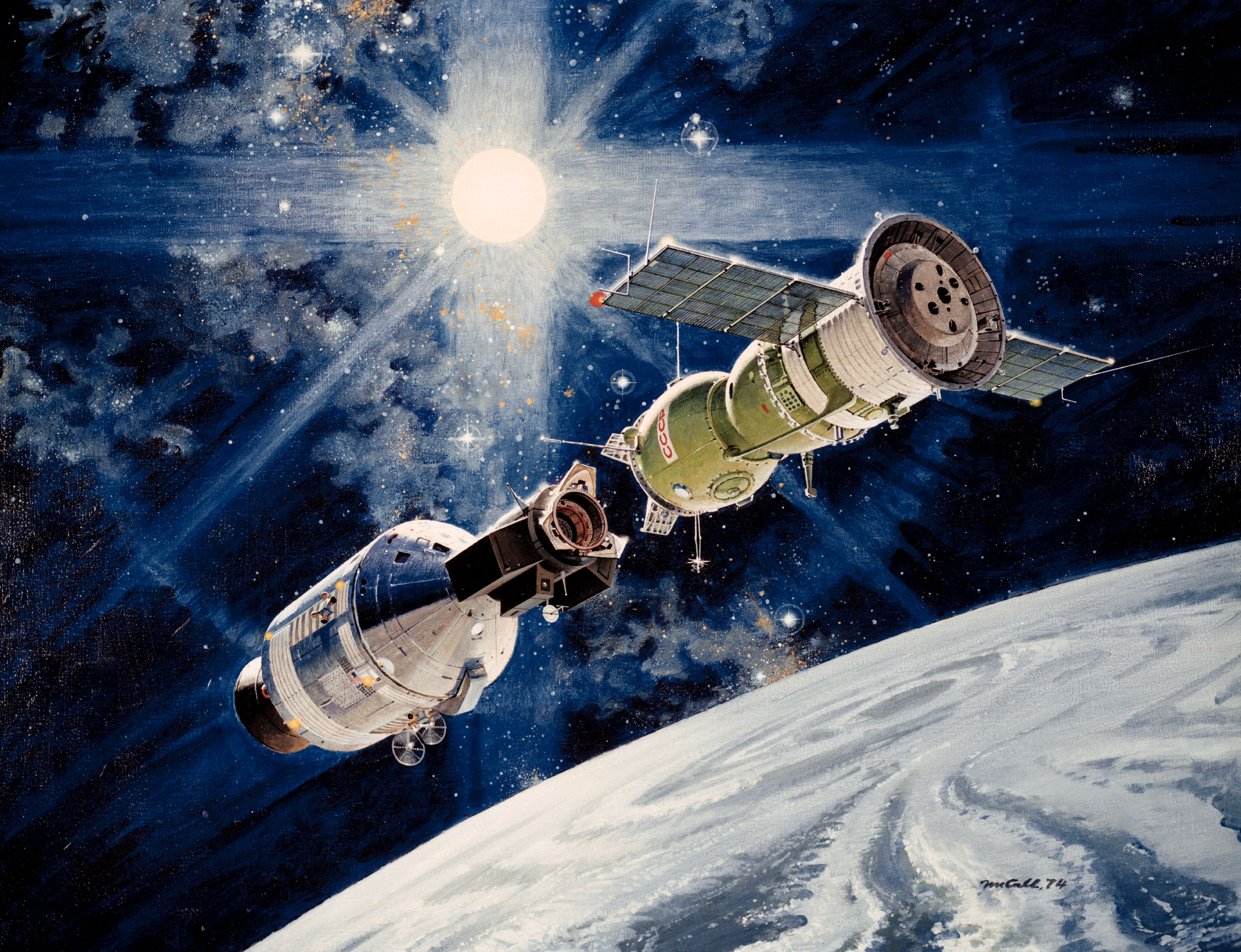
Image d'artiste annonçant la rencontre.

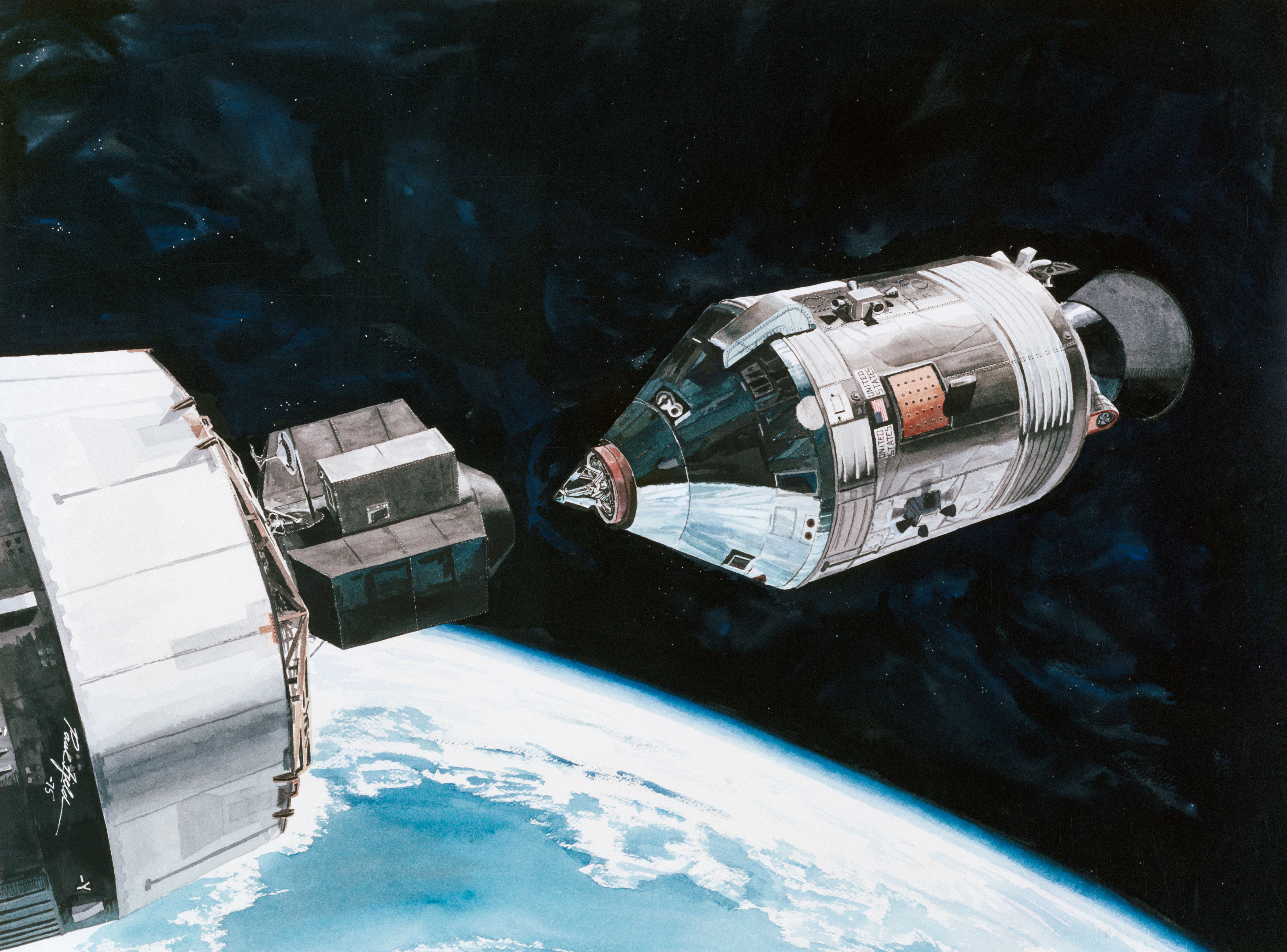
Apollo et le module d'amarrage, sur la fusée porteuse (image d'artiste).
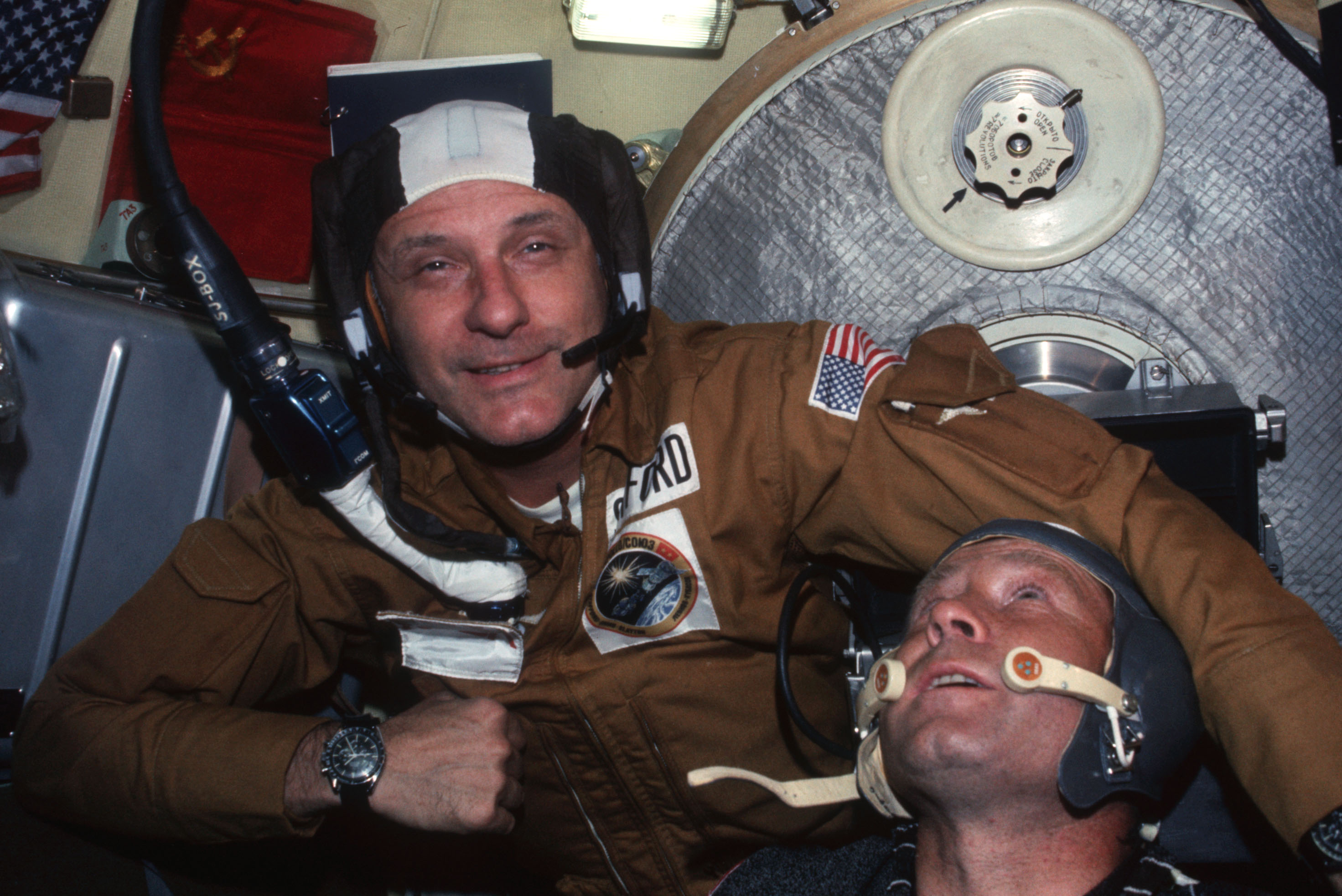
Stafford et Leonov.
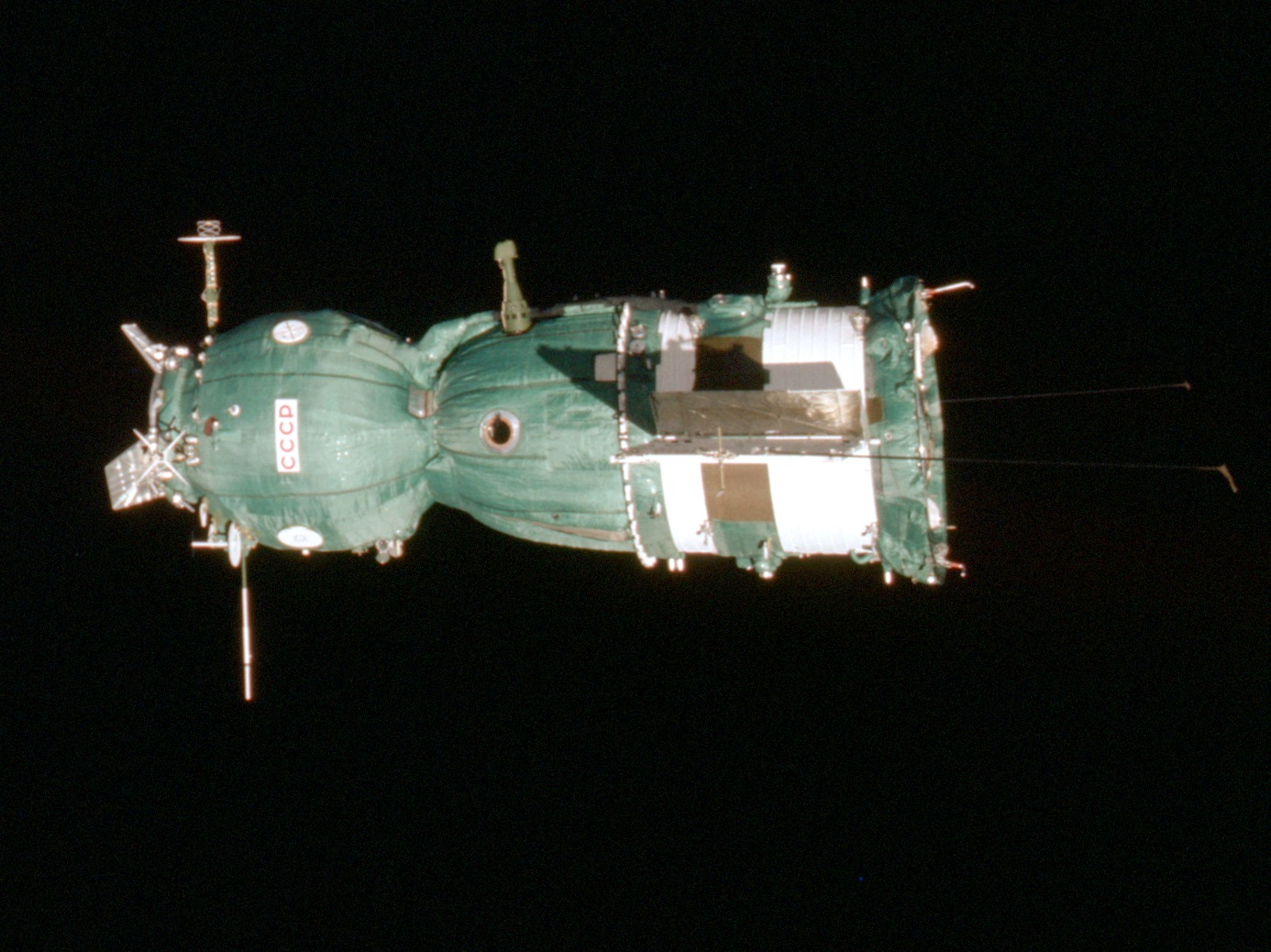
Soyouz 19 vu depuis Apollo.
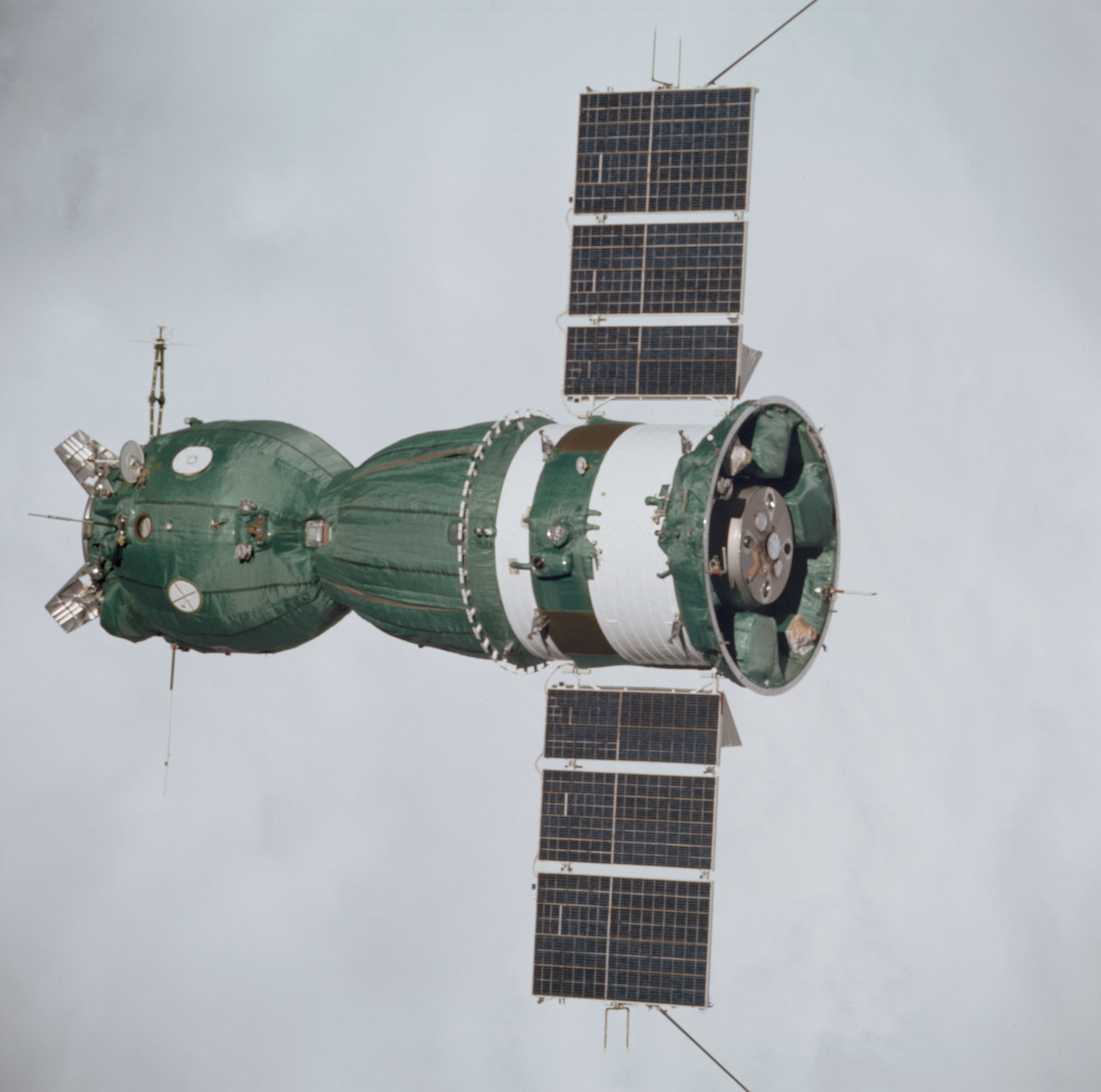
Soyouz 19 vu depuis Apollo.

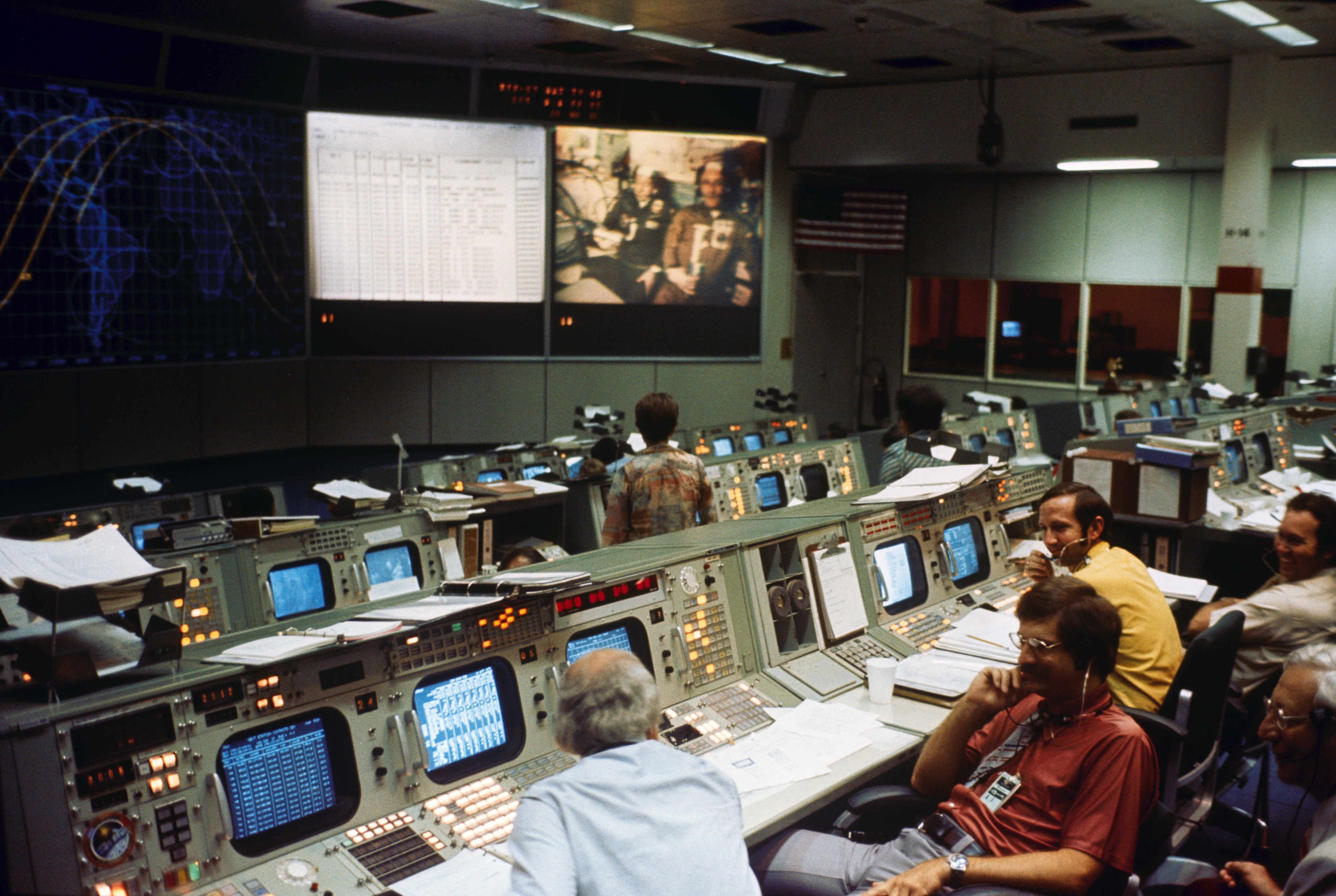
Le centre de contrôle de Houston.
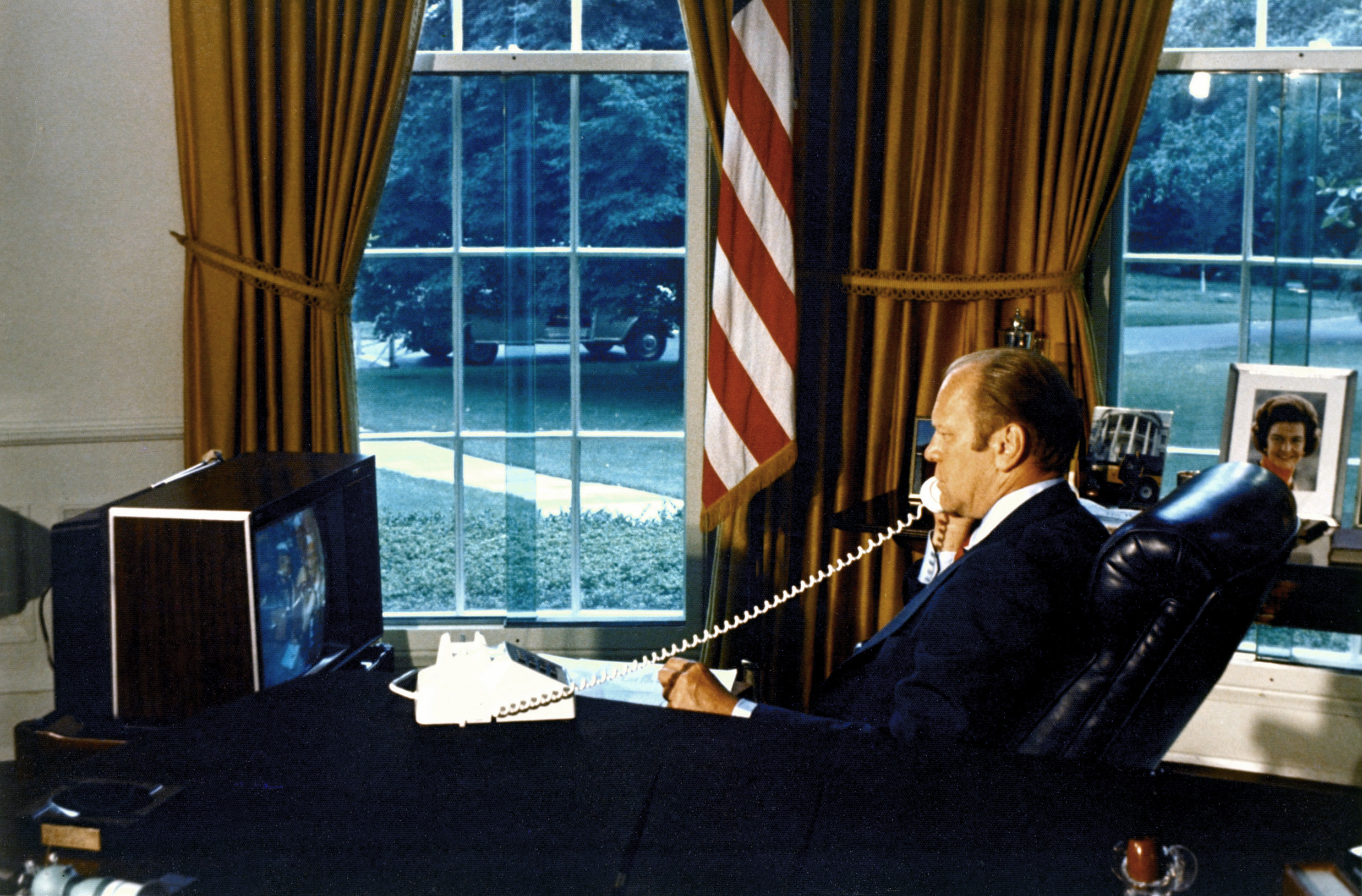
Les équipages s'entretiennent avec le Président Ford.
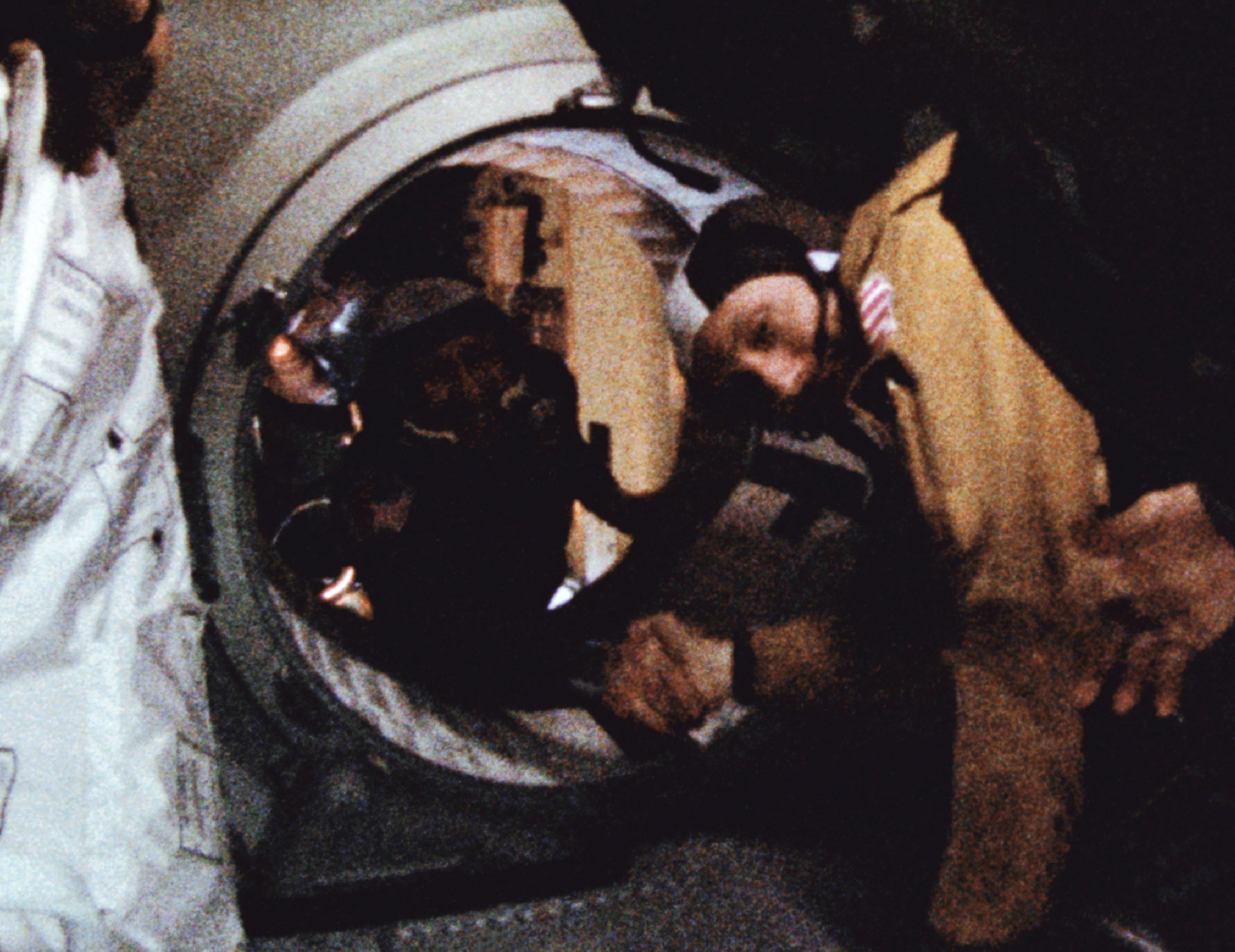
La poignée de main historique entre Stafford et Leonov.
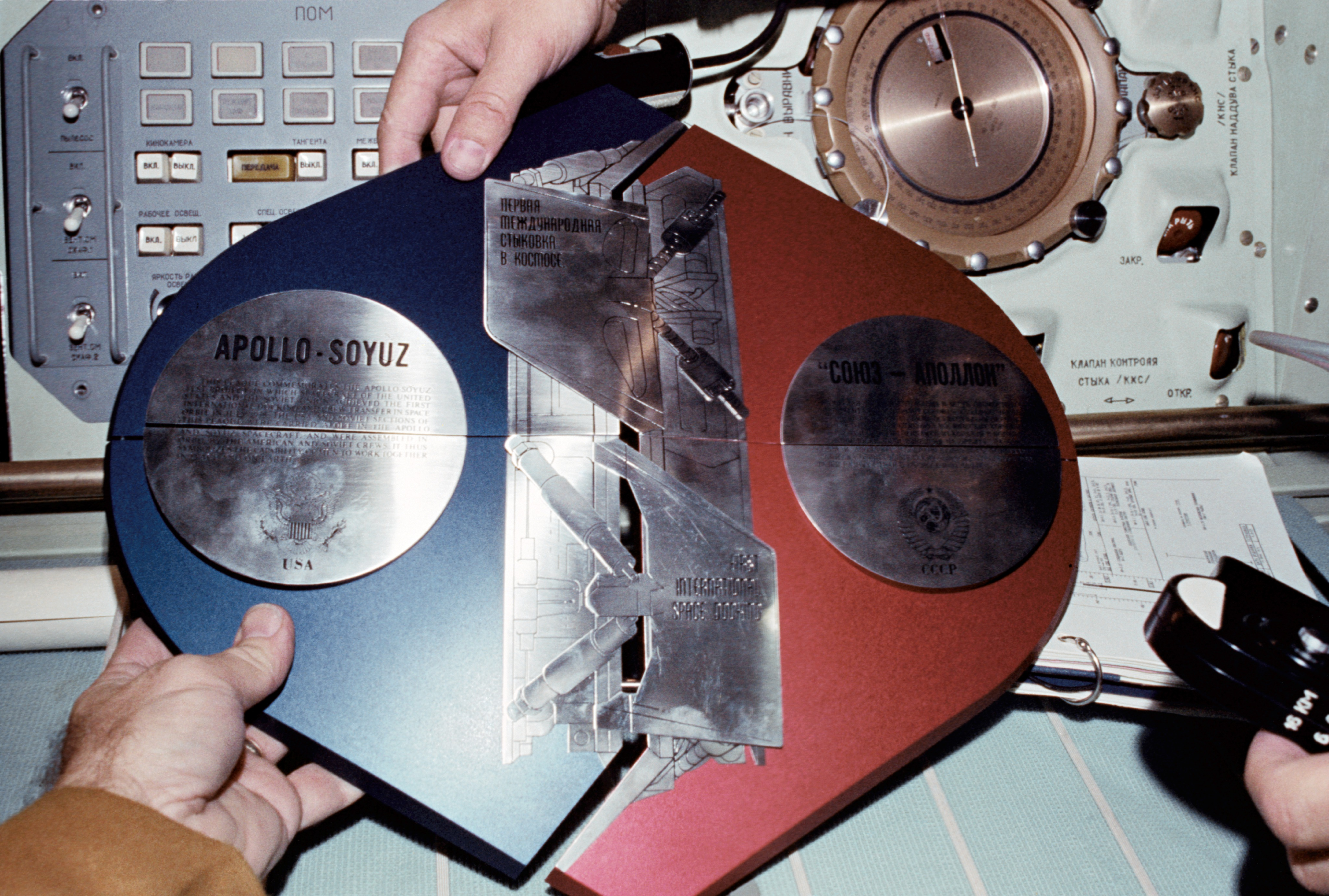
La plaque commémorative, révélée pendant la mission.
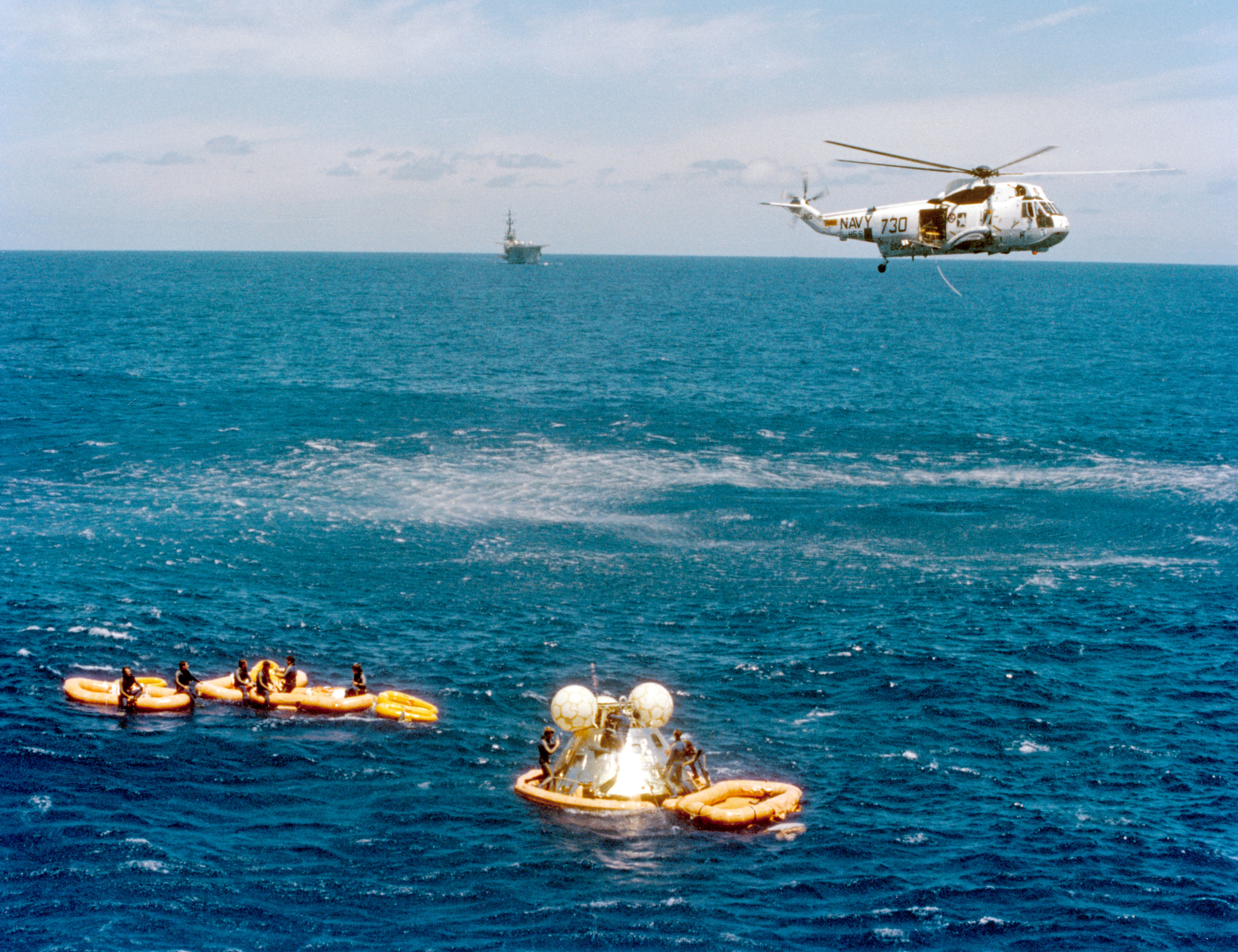
La récupération d'Apollo dans le Pacifique.

Maquette de l'ensemble Apollo-Soyouz au National Air and Space Museum, à Washington.

## Postérité
- Un astéroïde célèbre ce vol historique : (2228) Soyouz-Apollo.
- La mission Apollo-Soyouz prend une place importante dans la seconde saison de la série télévisée For All Mankind[8]